# Tremella
Tremella é um gênero de fungos da família Tremellaceae. Todas as espécies do Tremella são parasitas de outros fungos e a maioria produz estados anamórficos de levedura. Os basidiocarpos (corpos frutíferos), quando produzidos, são gelatinosos e coloquialmente classificados entre os "fungos gelatinosos". Mais de 100 espécies de Tremella (em seu sentido amplo) são atualmente conhecidas em todo o mundo. A espécie, Tremella fuciformis, é cultivada comercialmente para alimentação.

## Taxonomia

### História
Tremella foi um dos gêneros originais criados por Linnaeus em seu Species Plantarum de 1753. O nome vem do latim tremere que significa "tremer". Linnaeus colocou Tremella nas algas, incluindo dentro dela uma variedade de crescimentos gelatinosos, incluindo algas marinhas, cianobactérias e mixomicetos, bem como fungos. Autores subsequentes adicionaram espécies adicionais a essa mistura, até que Persoon inspecionou Tremella em 1794 e 1801, reposicionando o gênero dentro dos fungos.
A releitura de Tremella por Persoon foi suficientemente radical para ser considerada um gênero separado (Tremella Pers) daquele originalmente criado por Linnaeus (Tremella L.).  Tremela Pers. agora foi conservado sob o Código Internacional de Nomenclatura para algas, fungos e plantas, com Tremella mesenterica como espécie-tipo.

### Status atual
A pesquisa molecular, baseada na análise cladística de sequências de DNA, mostrou que Tremella (como entendido anteriormente) é polifilético (e, portanto, artificial), com a maioria das espécies não intimamente relacionadas ao tipo. Assim, algumas espécies foram transferidas para novos gêneros e novas famílias: Tremella foliacea e espécies relacionadas são agora colocadas no gênero Phaeotremella dentro da família Phaeotremellaceae; Tremella encephala e espécies relacionadas são agora colocadas no gênero Naematelia dentro das Naemateliaceae; Tremella moriformis e espécies relacionadas são agora colocadas no gênero Pseudotremella dentro das Bulleraceae; Tremella polyporina é agora colocada no gênero Carcinomyces dentro das Carcinomycetaceae. Vários outros grupos de espécies ainda não foram renomeados, aguardando mais pesquisas.
Mais de 500 espécies foram traçadas em Tremella, mas a maioria delas são nomes antigos de aplicação duvidosa ou nomes antigos para espécies posteriormente transferidas para outros gêneros. Em seu sentido estrito, o gênero Tremella agora contém cerca de 30-40 espécies, incluindo o tipo Tremella mesenterica e a espécie cultivada T. fuciformis.

## Descrição
Os corpos frutíferos (quando presentes) são gelatinosos. Em algumas espécies são pequenos (menos de 5 mm de diâmetro) e pustulosa a pulvinada (em forma de almofada). Em outros são muito maiores (até 150 mm de diâmetro) e pode ser variadamente lobada, cefaliforme (como um cérebro, com dobras e cristas) ou foliosa (com folhas semelhantes a folhas ou algas marinhas). Muitas espécies de Tremella, no entanto, são parasitas himeniais, produzindo esporos dentro dos corpos frutíferos de seus hospedeiros, e são visíveis apenas microscopicamente.

### Caracteres microscópicos
As espécies de Tremella produzem hifas que são tipicamente (mas nem sempre) presas e possuem células haustoriais das quais os filamentos de hifas procuram e penetram nas hifas do hospedeiro. Os basídios são "tremelóides" (globosos a elipsóides, às vezes pedunculados e septados vertical ou diagonalmente), dando origem a esterigmas ou epibasídios longos e sinuosos nos quais os basidiósporos são produzidos. Esses esporos são lisos, globosos a elipsóides e germinam por tubo de hifas ou por células de levedura. Conidióforos estão frequentemente presentes, produzindo conidiósporos que são semelhantes às células de levedura.

## Habitat e distribuição
As espécies são principalmente parasitas de fungos que apodrecem a madeira nos filos Ascomycota e Basidiomycota, particularmente em espécies que ocorrem em galhos mortos. Os hospedeiros incluem membros dos fungos corticióides e Dacrymycetales no Basidiomycota e espécies de Diaporthe, outros Sordariomycetes e líquenes no Ascomycota. Algumas espécies de Tremella parasitam os corpos frutíferos de seus hospedeiros, outras parasitam o micélio dentro da madeira.
Como um grupo, as espécies de Tremella ocorrem em todo o mundo, embora espécies individuais possam ter uma distribuição mais restrita.

## Espécies e hospedeiros
A lista abaixo inclui espécies de Tremella (no sentido amplo) que foram recentemente descritas ou redescritas com base em corpos frutíferos. Espécies baseadas em leveduras não estão incluídas. Algumas espécies mais antigas adicionais também podem ser válidas, mas carecem de uma descrição moderna. A localidade tipo (mas não a distribuição mais ampla) é fornecida para cada espécie juntamente com o fungo hospedeiro, quando conhecido. Espécies pertencentes a Tremella em sentido estrito são marcadas como tal, assim como aquelas que foram transferidas para novos gêneros.
| Imagem | Nome                       | Status Atual                  | Localidade         | Hospedeiro                                                              |
| ------ | -------------------------- | ----------------------------- | ------------------ | ----------------------------------------------------------------------- |
|        |                            |                               |                    |                                                                         |
|        | Tremella anomala           |                               | Brasil             | Hypoxylon spp                                                           |
|        | Tremella arachispora       |                               | Camarões           | desconhecido                                                            |
|        | Tremella armeniaca         |                               | Costa Rica         | Xylaria sp?                                                             |
|        | Tremella aurantia          | Naematelia aurantia           | E.U.A              | Stereum hirsutum                                                        |
|        | Tremella aurantialba       | Naematelia aurantialba        | China              | Stereum hirsutum                                                        |
|        | Tremella australe          | Tremella sensu stricto        | China              |                                                                         |
|        | Tremella australiensis     |                               | Austrália          | Stereum spp                                                             |
|        | Tremella brasiliensis      | Tremella sensu stricto        | Brasil             |                                                                         |
|        | Tremella callunicola       |                               | Escócia            | Aleurodiscus norvegicus                                                 |
|        | Tremella caloceraticola    |                               | Dinamarca          | Calocera cornea                                                         |
|        | Tremella caloplacae        |                               | Grécia             | Caloplaca spp(as Tremella sp. 1)                                        |
|        | Tremella candelariellae    |                               | Luxemburgo         | Candelariella spp                                                       |
|        | Tremella cephalodiicola    |                               | Papua-Nova Guiné   | Psoroma pannarioides                                                    |
|        | Tremella cerebriformis     | Tremella sensu stricto        | Taiwan             |                                                                         |
|        | Tremella cetrariicola      |                               | Escócia            | Cetraria spp                                                            |
|        | Tremella cheejenii         | Tremella sensu stricto        | China              |                                                                         |
|        | Tremella christiansenii    |                               | Dinamarca          | Physcia spp                                                             |
|        | Tremella cinnabarina       | Tremella sensu stricto        | Taiti              |                                                                         |
|        | Tremella cladoniae         |                               | Alemanha           | Cladonia spp                                                            |
|        | Tremella coalescens        | Tremella sensu stricto        | E.U.A              |                                                                         |
|        | Tremella coccocarpiae      |                               | Filipinas          | Coccocarpia rottleri                                                    |
|        | Tremella coffeicolor       |                               | Bermuda            | desconhecido                                                            |
|        | Tremella colpomaticola     |                               | Dinamarca          | Colpoma quercinum                                                       |
|        | Tremella compacta          |                               | Brasil             | desconhecido                                                            |
|        | Tremella coppinsii         |                               | Sarawak            | Platismatia spp                                                         |
|        | Tremella dendrographae     |                               | E.U.A              | Dendrographa minor                                                      |
|        | Tremella dactylobasidia    |                               | Espanha            | Dendrothele macrosporae                                                 |
|        | Tremella discicola         |                               | Bélgica            | Mollisia and Pyrenopeziza spp                                           |
|        | Tremella dysenterica       | Tremella sensu stricto        | Brasil             | desconhecido                                                            |
|        | Tremella encephala         | Naematelia encephala          | Europa             | Stereum sanguinolentum                                                  |
|        | Tremella erythrina         | Tremella sensu stricto        | China              |                                                                         |
|        | Tremella everniae          |                               | China              | Evernia mesomorpha                                                      |
|        | Tremella exigua            |                               | França             | Diaporthe spp                                                           |
|        | Tremella fibulifera        | Tremella sensu stricto        | Brasil             |                                                                         |
|        | Tremella fimbriata         | Phaeotremella fimbriata       | Europa             | Stereum rugosum                                                         |
|        | Tremella foliacea          | Phaeotremella foliacea        | Europa             | Stereum sanguinolentum                                                  |
|        | Tremella flava             | Tremella sensu stricto        | Taiwan             | Hypoxylon spp                                                           |
|        | Tremella frondosa          | Phaeotremella frondosa        | Europa             | Stereum spp                                                             |
|        | Tremella fuciformis        | Tremella sensu stricto        | Brasil             | Annulohypoxylon archeri and other Annulohypoxylon and/or Hypoxylon spp. |
|        | Tremella fungicola         |                               | Dinamarca          | Mollisia cinerea                                                        |
|        | Tremella fuscosuccinea     | Phaeotremella fuscosuccinea   | Taiwan             |                                                                         |
|        | Tremella giraffa           |                               | Alemanha           | Dacrymyces spp                                                          |
|        | Tremella globispora        | Tremella sensu stricto        | Inglaterra         | Diaporthe spp                                                           |
|        | Tremella graphidastrae     |                               | Papua-Nova Guiné   | Graphidastra multiformis                                                |
|        | Tremella guangxiensis      | Tremella sensu stricto        | China              |                                                                         |
|        | Tremella guttiformis       |                               | Sri Lanka          | desconhecido                                                            |
|        | Tremella haematommatis     |                               | E.UA               | Haematomma puniceum                                                     |
|        | Tremella harrisii          |                               | E.U.A              | Polymeridium catapastum                                                 |
|        | Tremella huuskonenii       |                               |                    | Raesaenenia huuskonenii                                                 |
|        | Tremella hymenophaga       |                               | Espanha            | Scytinostroma odoratum                                                  |
|        | Tremella hypocenomycis     |                               | Finlândia          | Hypocenomyce spp                                                        |
|        | Tremella hypogymniae       |                               | França             | Hypogymnia spp                                                          |
|        | Tremella indecorata        |                               | Noruega            | Diatrype bullata                                                        |
|        | Tremella invasa            |                               | Dinamarca          | Trechispora spp                                                         |
|        | Tremella karstenii         |                               | Finlândia          | Colpoma juniperi                                                        |
|        | Tremella latispora         | Tremella sensu stricto        | China              |                                                                         |
|        | Tremella leptogii          |                               | Peru               | Leptogium sp.                                                           |
|        | Tremella lethariae         |                               | Canadá             | Letharia vulpina                                                        |
|        | Tremella lichenicola       |                               | Luxemburgo         | Mycoblastus fucatus                                                     |
|        | Tremella lilacea           |                               | Costa Rica         | Diaporthe sp?                                                           |
|        | Tremella lloydiae-candidae | Tremella sensu stricto        |                    |                                                                         |
|        | Tremella lobariacearum     |                               | Madeira            | Lobariaceae spp                                                         |
|        | Tremella macroceratis      |                               | Noruega            | Cladonia macroceras                                                     |
|        | Tremella mesenterella      |                               | Canadá             | Peniophora spp                                                          |
|        | Tremella mesenterica       | Tremella sensu stricto        | Suécia             | Peniophora spp                                                          |
|        | Tremella microcarpa        |                               | Papua-Nova Guiné   | lichen sp.                                                              |
|        | Tremella microspora        | Naematelia microspora         | África do Sul      | Stereum spp                                                             |
|        | Tremella monospora         |                               | Peru               | Leptogium sp.                                                           |
|        | Tremella montis-wilhelmii  |                               | Papua-Nova Guiné   | Normandina simodense sp.                                                |
|        | Tremella moriformis        | Pseudotremella moriformis     | Inglaterra         | Diaporthe spp                                                           |
|        | Tremella mycetophiloides   | Phaeotremella mycetophiloides | Japão              | Aleurodiscus amorphus and A. grantii                                    |
|        | Tremella mycophaga         | Phaeotremella mycophaga       | E.U.A              | Aleurodiscus amorphus and A. grantii                                    |
|        | Tremella nashii            |                               | E.U.A              | Usnea sorediifera                                                       |
|        | Tremella neofoliacea       | Phaeotremella neofoliacea     | Taiwan             | Stereum sanguinolentum                                                  |
|        | Tremella nephromatis       |                               | Canadá             | Nephroma parile                                                         |
|        | Tremella nieblae           |                               | E.U.A              | Niebla cephalota                                                        |
|        | Tremella nigrifacta        |                               | Costa Rica         | Diatrypella sp.                                                         |
|        | Tremella nivalis           | Pseudotremella nivalis        | Taiwan             | Diatrype spp                                                            |
|        | Tremella normandinae       |                               | Havaí              | Normandina pulchella                                                    |
|        | Tremella obscura           |                               | E.U.A              | Dacrymyces spp                                                          |
|        | Tremella occultifuroidea   |                               | Taiwan             | Dacrymyces spp                                                          |
|        | Tremella olens             |                               | Austrália          | desconhecido                                                            |
|        | Tremella papuana           |                               | Papua-Nova Guiné   | Hypogymnia pseudobitteriana                                             |
|        | Tremella parmeliarum       |                               | Papua-Nova Guiné   | Parmotrema spp                                                          |
|        | Tremella parmeliellae      |                               | Papua-Nova Guiné   | Parmeliella foliicola                                                   |
|        | Tremella penetrans         |                               | Dinamarca          | Dacrymyces spp                                                          |
|        | Tremella pertusariae       |                               | Irlanda do Norte   | Pertusaria spp                                                          |
|        | Tremella phaeographidis    |                               | Inglaterra         | Phaeographis spp                                                        |
|        | Tremella phaeographinae    |                               | E.U.A              | Phaeographina spp                                                       |
|        | Tremella phaeophysciae     |                               | Dinamarca          | Phaeophyscia orbicularis                                                |
|        | Tremella polyporina        | Carcinomyces polyporinus      | Escócia            | Postia spp                                                              |
|        | Tremella protoparmeliae    |                               | Inglaterra         | Protoparmelia spp                                                       |
|        | Tremella psoroglaenae      |                               | Papua-Nova Guiné   | Psoroglaena spp                                                         |
|        | Tremella psoromicola       |                               | Chile              | Psoroma spp                                                             |
|        | Tremella ramalinae         |                               | México             | Ramalina spp                                                            |
|        | Tremella roseolutescens    |                               | Costa Rica         | desconhecido                                                            |
|        | Tremella resupinata        | Tremella sensu stricto        | Taiwan             | Hypoxylon spp                                                           |
|        | Tremella rinodinae         |                               | Dinamarca          | Rinodina spp                                                            |
|        | Tremella rosea             |                               | Áustria            |                                                                         |
|        | Tremella salmonea          | Tremella sensu stricto        | China              |                                                                         |
|        | Tremella samoensis         | Tremella sensu stricto        | Samoa              |                                                                         |
|        | Tremella santessonii       |                               | Zimbábue           | Usnea spp                                                               |
|        | Tremella sarniensis        |                               | Guernsey           | Phanerochaete sordida                                                   |
|        | Tremella silvae-dravedae   |                               | Dinamarca          |                                                                         |
|        | Tremella simplex           | Phaeotremella simplex         | Canadá             | Aleurodiscus amorphus                                                   |
|        | Tremella spicifera         |                               | Bélgica            | Massarina arundinacea                                                   |
|        | Tremella steidleri         |                               | República Tchéquia | Stereum hirsutum                                                        |
|        | Tremella stevensiana       |                               | Austrália          | Usnea confusa                                                           |
|        | Tremella stictae           |                               | Ruanda             | Sticta weigelii                                                         |
|        | Tremella subencephala      |                               | Canadá             | Acanthophysium lividocoeruleum                                          |
|        | Tremella subfibulifera     | Tremella sensu stricto        | Brasil             |                                                                         |
|        | Tremella sulcariae         |                               | China              | Sulcaria sulcata                                                        |
|        | Tremella taiwanensis       | Tremella sensu stricto        | Taiwan             |                                                                         |
|        | Tremella tawa              |                               | Nova Zelândia      | desconhecido                                                            |
|        | Tremella telleriae         |                               | Espanha            | Postia spp                                                              |
|        | Tremella translucens       |                               | Escócia            | Lophodermium spp (as Sirotrema translucens)                             |
|        | Tremella tremelloides      |                               | E.U.A              | Stereum sp.                                                             |
|        | Tremella tropica           | Tremella sensu stricto        | Taiwan             |                                                                         |
|        | Tremella tuckerae          |                               | E.U.A              | Ramalina sinensis                                                       |
|        | Tremella vasifera          |                               | Alemanha           |                                                                         |
|        | Tremella versicolor        |                               | Inglaterra         | Peniophora spp                                                          |
|        | Tremella vesiculosa        |                               | Nova Zelândia      | Xylaria sp?                                                             |
|        | Tremella wirthii           |                               | Alemanha           | Protoparmelia sp.                                                       |
|        | Tremella wrightii          |                               | Cuba               |                                                                         |
|        | Tremella zhejiangensis     | Tremella sensu stricto        | China              | desconhecido                                                            |